# استیضاح هان دوک سو
در ۲۷ دسامبر ۲۰۲۴، نخست‌وزیر و رئیس‌جمهور موقت کره جنوبی، هان دوک سو، استیضاح شد. این اقدام ۱۰ روز پس از استیضاح رئیس‌جمهور یون سوک یول انجام شد و هان ریاست‌جمهوری موقت را بر عهده گرفته بود. رهبر فراکسیون حزب دموکراتیک، پارک چان ده، در تاریخ ۲۴ دسامبر اعلام کرد که قصد دارد هان را به دلیل عدم ابلاغ دو لایحه که مشاور ویژه برای یون سوک یول و بانوی اول کیم کون هی فراهم می‌کند، استیضاح کند. طرح استیضاح به‌طور رسمی در ۲۶ دسامبر ارائه شد، پس از آنکه هان دوک سو از انتصاب سه قاضی به دادگاه قانون اساسی کره که نامزدی آنها توسط مجلس ملی تأیید شده بود، جلوگیری کرد. پس از آنکه رئیس مجلس، وو وون شیک، اعلام کرد که به دلیل جایگاه هان دوک سو به عنوان وزیر کابینه، او با اکثریت آراء قابل استیضاح است، هان در ۲۷ دسامبر توسط ۱۹۲ نماینده استیضاح شد، در حالی که اعضای حزب حاکم یعنی حزب قدرت مردم از شرکت در رای‌گیری خودداری کردند. چوی سانگ موک، معاون نخست‌وزیر، تا تصمیم دادگاه قانون اساسی در مورد برکناری هان از مقام خود، سمت رئیس‌جمهور موقت را بر عهده گرفت.